# Estação Ferroviária de Amadora
A Estação Ferroviária da Amadora é uma interface da Linha de Sintra, que serve a localidade de Amadora, no Distrito de Lisboa, em Portugal. Foi inaugurada em 2 de Abril de 1887, como parte da Linha de Sintra, denominando-se originalmente de Porcalhota, conforme um aviso publicado nesse dia pela Companhia Real dos Caminhos de Ferro Portugueses no jornal Diario Illustrado.

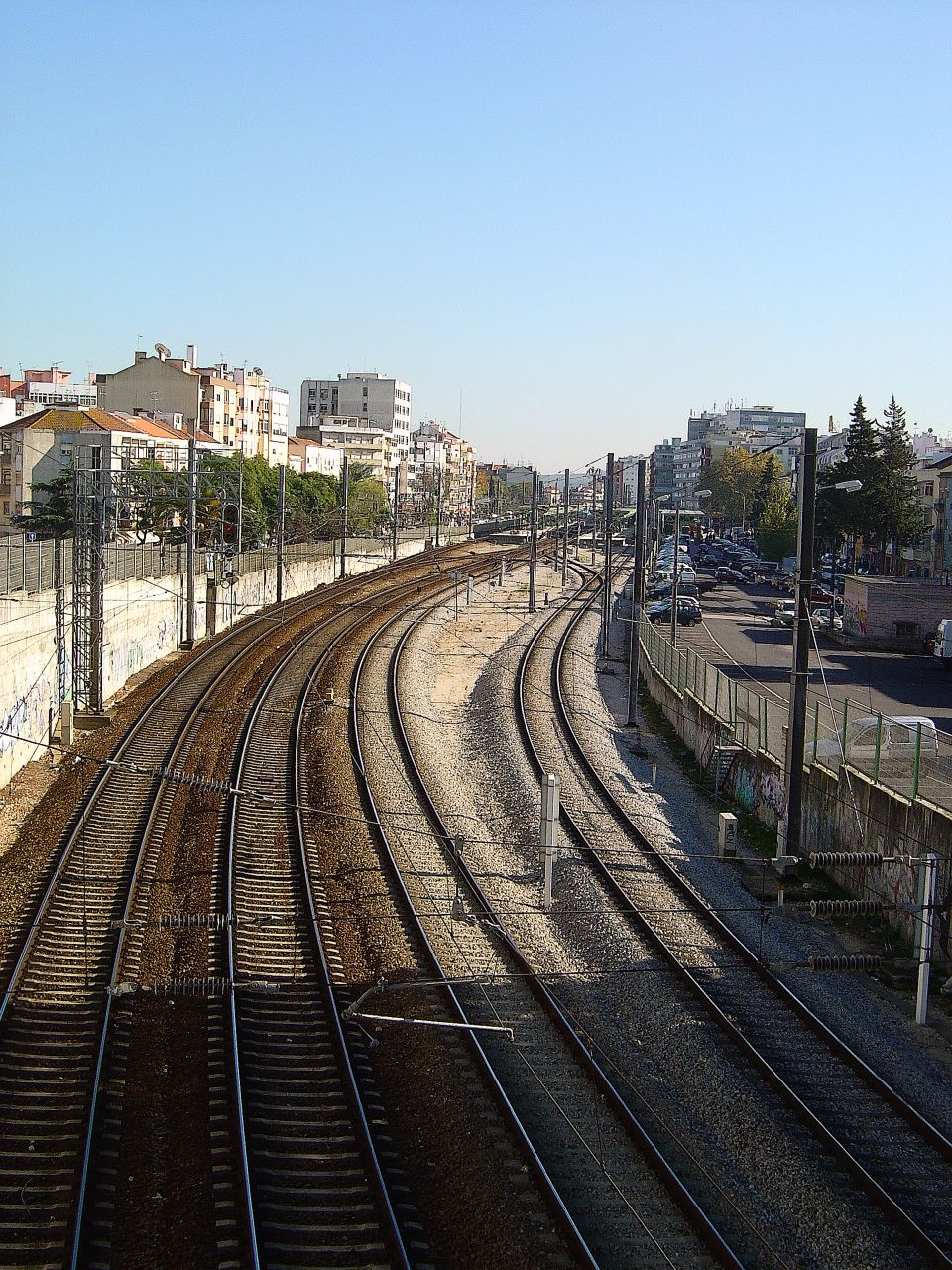
Vias da Linha de Sintra em 2005, com a estação da Amadora ao fundo.

## Descrição

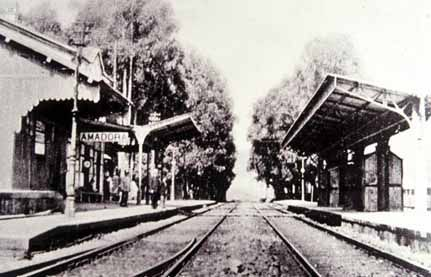
Aspeto da estação em meados do séc XX, ainda com apenas duas vias.

### Localização e acessos
A estação situa-se na localidade de Amadora, com acesso pelas avenidas Gago Coutinho e Cardoso Lopes.[carece de fontes?]

### Infraestrutura
Esta interface apresenta quatro vias de circulação, identificadas como I, II, III, e IV, com extensões entre 210 e 240 m e acessíveis por plataformas com 220 m de comprimento e 90 cm de altura.
Situa-se junto a esta estação a substação de tração da Amadora, de serviço complexo e contratada à C.P., que assegura aqui a eletrificação de toda a Linha de Sintra e de partes da Linha do Oeste, da Linha de Cintura, e da Linha do Sul, entre as zonas neutras de Alvito-A e de Entrecampos e os términos dos troços eletrificados, em Sintra e Mira-Sintra - Meleças; complementarmente existe também a zona neutra da Amadora que divide em duas partes, isolando-as, o referido troço da rede alimentado por esta subestação.

### Serviços
Esta estação é servida por comboios de passageiros da CP: urbanos (Linha de Sintra).

## História

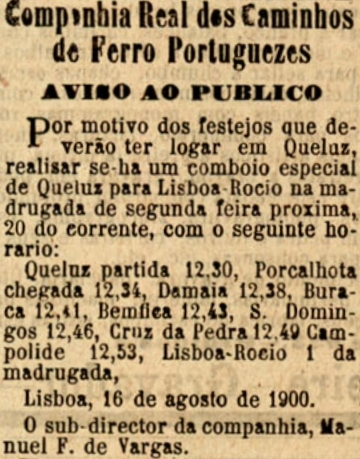
Aviso de 1900, onde esta estação aparece com o nome original: "Porcalhota".

### Inauguração
A Linha de Sintra entrou ao serviço em 2 de Abril de 1887, pela Companhia Real dos Caminhos de Ferro Portugueses. No entanto, esta estação não constava do elenco original das interfaces da linha, tendo sido aberta à exploração apenas em 16 de Abril de 1888, de forma provisória e com o nome Porcalhota, contando somente com serviços de mercadorias. A estação foi edificada na Quinta da Amadora, algo distante da localidade epónima; esta havia sido um centro viário importante, com uma estação do efémero Larmanjat, casas de pasto, e ponto de paragem de diligências e veículos afins, servido pela estrada real que, oriunda de Lisboa, aqui se bifurcava em direcção a Sintra e a Mafra.

### Século XX
A existência da estação trouxe à localidade novos habitantes, principalmente lisboetas abastados que se fixaram em moradias no seu entorno e que desenvolveram a indústria e o parque habitacional locais. Foi entre esta nova camada social que surgiu o movimento de alteração do nome da localidade (e da estação) de "Porcalhota" para "Amadora" — o novo topónimo inspirado na localização da estação, junto à Quinta da Amadora: Eduardo Ferreira do Amaral encabeça uma petição neste sentido dirigida a D. Carlos e datada de 10 de Julho de 1907; a 1 de Fevereiro do ano seguinte era substituída a placa onomástica da estação.

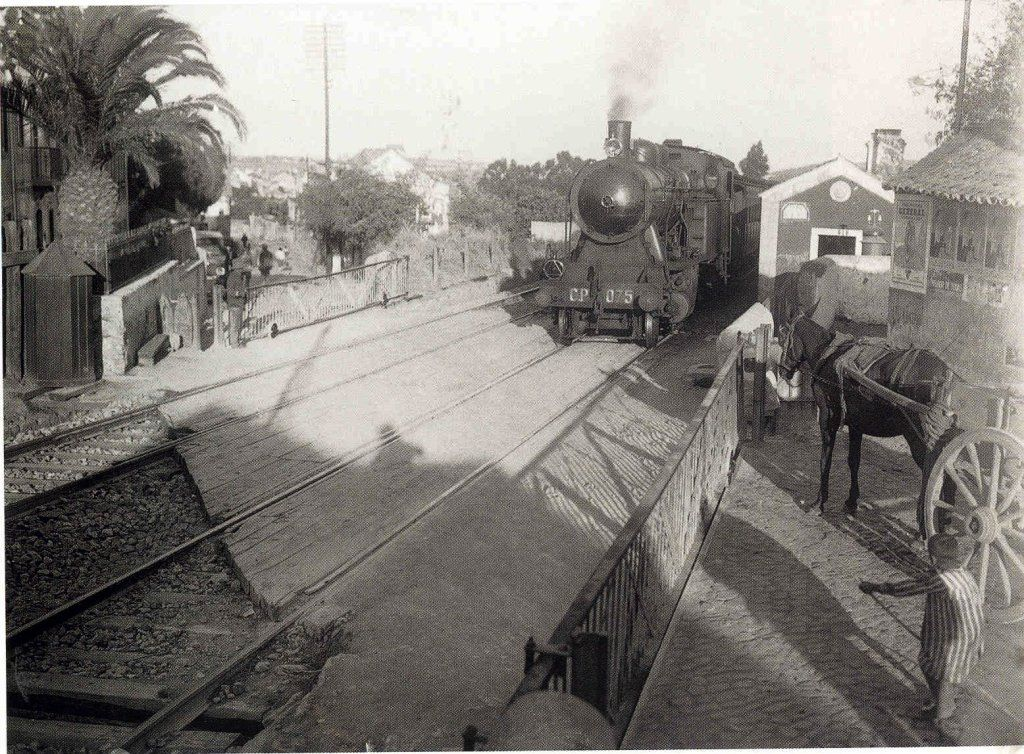
Passagem de nível junto à estação de Amadora, circula a locomotiva n.º 075.

Em 1934, esta interface obteve o 6.º lugar num concurso de ajardinamento da Linha de Sintra, em conjunto com a Estação Ferroviária das Mercês. No concurso de 1936, foi premiada com uma menção honrosa. Em 1940, a C. P. organizou vários comboios especiais entre Queluz e Belém para a Exposição do Mundo Português, que tinham paragem nesta estação. Nesse ano, a estação da Amadora era a que fornecia um maior número de passageiros à Linha de Sintra.

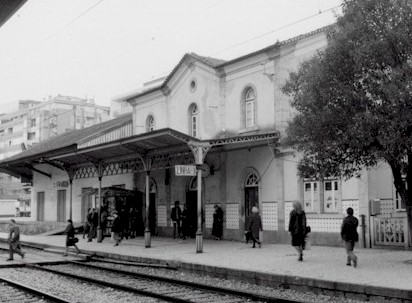
A estação da Amadora, antes da demolição da década de 1990.

Na Gazeta dos Caminhos de Ferro de 16 de Outubro de 1956, foi publicada uma nota de imprensa do presidente do Conselho de Administração da Companhia dos Caminhos de Ferro Portugueses, Mário de Figueiredo, onde informou que devido a problemas com a entrega do material circulante, não seria possível fazer a inauguração da tracção eléctrica no dia 28 de Outubro, como estava planeado, e explicou como seria feita a organização dos serviços de passageiros após a electrificação da Linha de Sintra: unidades triplas fariam os comboios rápidos até Sintra, que só teriam paragens além do Cacém, completando o percurso em 29 min., enquanto que os omnibus, feito pelas mesmas unidades, contavam com paragens intermédias e teriam uma duração de 38 a 42 min. Seriam também criados comboios rápidos até esta estação e Queluz, e seriam mantidos os outros serviços mais lentos e com mais paragens. Em 28 de Abril de 1957, foi inaugurada a tracção eléctrica na Linha de Sintra.
Desde pelo menos 1979, esta estação é utilizada por várias centenas de militares da vizinha Academia Militar na sua deslocação anual ao Campo Militar de Santa Margarida, onde acedem a composição fretada para circulações especiais, de ida e volta, com término na estação respetiva. Em 18 de Novembro de 1982, um indivíduo do sexo masculino foi mortalmente atropelado por um comboio, numa passagem para peões nas imediações da estação da Amadora.
Em 1993, estavam previstas várias obras de remodelação nesta interface, no âmbito de um projecto de modernização do material circulante e infra-estruturas ferroviárias da operadora Caminhos de Ferro Portugueses. Em Maio do mesmo ano, foram concluídas as obras do novo edifício desta estação. O edifício de passageiros anterior foi demolido nesta obra; situava-se do lado sudoeste da via (lado esquerdo do sentido ascendente, para Sintra).

### Século XXI
Em 2000, foi inaugurado o serviço “Especial Conforto” entre Sintra e o Rossio em regime semi-directo — sem paragens entre Queluz e Benfica (incl. Amadora) nem em Campolide; circulava aos dias úteis e contava inicialmente com duas circulações em cada sentido na hora de ponta da manhã, crescendo mais tarde para 16 circulações matutinas e 13 vespertinas, abrangendo fração substancial do movimento total neste eixo; este serviço, com algumas alterações, durou até pelo menos 2003.

Em Janeiro de 2011, esta interface contava com quatro vias de circulação, com comprimentos entre os 215 e 245 m; as plataformas tinham todas 220 m de extensão e 90 cm de altura. — valores mais tarde alterados para os atuais.
|  | - Amadora - Linha de Sintra - Comboios de Portugal - Infraestruturas de Portugal - Transporte ferroviário em Portugal - História do transporte ferroviário em Portugal |